# Lady Wind
Lady Wind, född 2 maj 2006 i Xalapa i Veracruz, är en mexikansk fribrottare. 
Hon har brottats runt om i Mexiko på den oberoende scenen under 2020-talet men sedan 2024 brottas hon i Lucha Libre AAA Worldwide, tack vare att hon vann en talangsökning och således fick ett kontrakt, där hon sedan dess gjort flera TV-framträdanden. Hennes far, Viento Negro, är en välkänd och respekterad brottare i Veracruz.
Lady Wind brottas iförd fribrottningsmask och hennes identitet är inte känd av allmänheten, vilket är vanligt inom lucha libre.